# شتفنبرگ
شتفنبرگ (به آلمانی: Steffenberg) یک شهر در آلمان است که در ماربورگ-بیدنکپف واقع شده‌است. شتفنبرگ ۴٬۳۳۳ نفر جمعیت دارد.